# Robert Wetzel (homme politique)
Pour les articles homonymes, voir Robert Wetzel et Wetzel.
Robert Wetzel, né le 12 février 1910 à Paris et mort le 27 décembre 1987 à Sèvres, est un homme politique français.

## Biographie
Fils d'un garçon de café parisien, Robert Wetzel suit des études et devient expert comptable.
Membre du Mouvement Républicain Populaire, il est candidat en quatrième position sur la liste menée par Robert Lecourt pour l'élection de la première assemblée constituante, et est élu député.
De nouveau candidat en juin 1946, il n'est pas réélu. Il tente encore vainement sa chance en novembre, puis en 1951, avant d'abandonner la vie politique.

## Détail des fonctions et des mandats
Mandat parlementaire
- 21 octobre 1945 - 10 juin 1946 : Député de la Seine